# Irresistible (Schiff, 1902)
HMS Irresistible war ein Schlachtschiff (Einheitslinienschiff) der Formidable-Klasse, das Ende des 19. Jahrhunderts für die Royal Navy gebaut wurde.

## Dienstzeit
Die Irresistible wurde am 11. April 1898 auf Kiel gelegt, am 15. Dezember 1898 vom Stapel gelassen und am 4. Februar 1902 für den Einsatz in der Mittelmeer-Flotte in Dienst gestellt. Dort ersetzte sie die HMS Devastation, die zuletzt als Wachschiff in Gibraltar eingesetzt worden war. Während ihres Einsatzes im Mittelmeer war die Irresistible in zwei Unfälle verwickelt. Am 3. März 1902 kollidierte sie bei Nebel mit dem norwegischen Dampfer Clive, wobei sie erheblichen Schaden erlitt und am 5. Oktober 1905 lief sie vor Malta auf Grund. Von Oktober 1907 bis Januar 1908 wurde sie in Malta überholt. Im April 1908 wurde die Irresistible zur Kanalflotte abkommandiert. Am 4. Mai 1908 kollidierte sie bei Nebel mit einem Schoner, ohne Schäden zu erleiden. Am 1. Juni 1910 wurde sie ausgemustert und in Chatham überholt. Nach Abschluss der Überholung kehrte die Irresistible am 28. Februar 1911 wieder in den Dienst für die 3. Division der Home Fleet zurück.

### Erster Weltkrieg
Bei Ausbruch des Krieges wurde die Irresistible dem 5. Schlachtgeschwader der Kanalflotte zugeteilt. Im August 1914 brachte sie Teile des Portsmouth Marine Battalions nach Ostende, wo diese bei der Verteidigung der Stadt gegen die anrückenden Deutschen helfen sollten. Von Oktober bis November 1914 gehörte sie zur „Dover Patrol“ und gab der British Expeditionary Force in Belgien Artillerieunterstützung. Von Oktober bis November wurde sie zeitweise zur Dover Patrol versetzt, um die belgische Küste zur Unterstützung der linken Flanke der Alliierten zu bombardieren. Anschließend wurde sie an die Ostküste Englands entsandt, wo sie während des deutschen Angriffs auf Yarmouth patrouillierte.

#### Schlacht von Gallipoli
Am 1. Februar 1915 wurde das Schiff in die Dardanellen beordert, wo sie an der Bombardierung der Befestigungen am Eingang der Dardanellen teilnahm. Sie beteiligte sich auch am massiven Flottenangriff unter Admiral John de Robeck vom 18. März 1915, mit dem ein britisch-französischer Flottenverband die Passage durch die Dardanellen zu erzwingen versuchte. Im Verlauf dieser Operation lief die Irresistible auf eine Seemine und wurde schwer beschädigt. Die Mine gehörte zu einer Sperre, die der türkische Minenleger Nusret  wenige Tage zuvor unbemerkt von Kephez quer über die Spitze der Bucht von Eren Köy verlegt hatte. Auf eine der Minen war etwa zwei Stunden früher schon das französische Linienschiff Bouvet gelaufen, ohne dass dies als Minentreffer erkannt worden war.

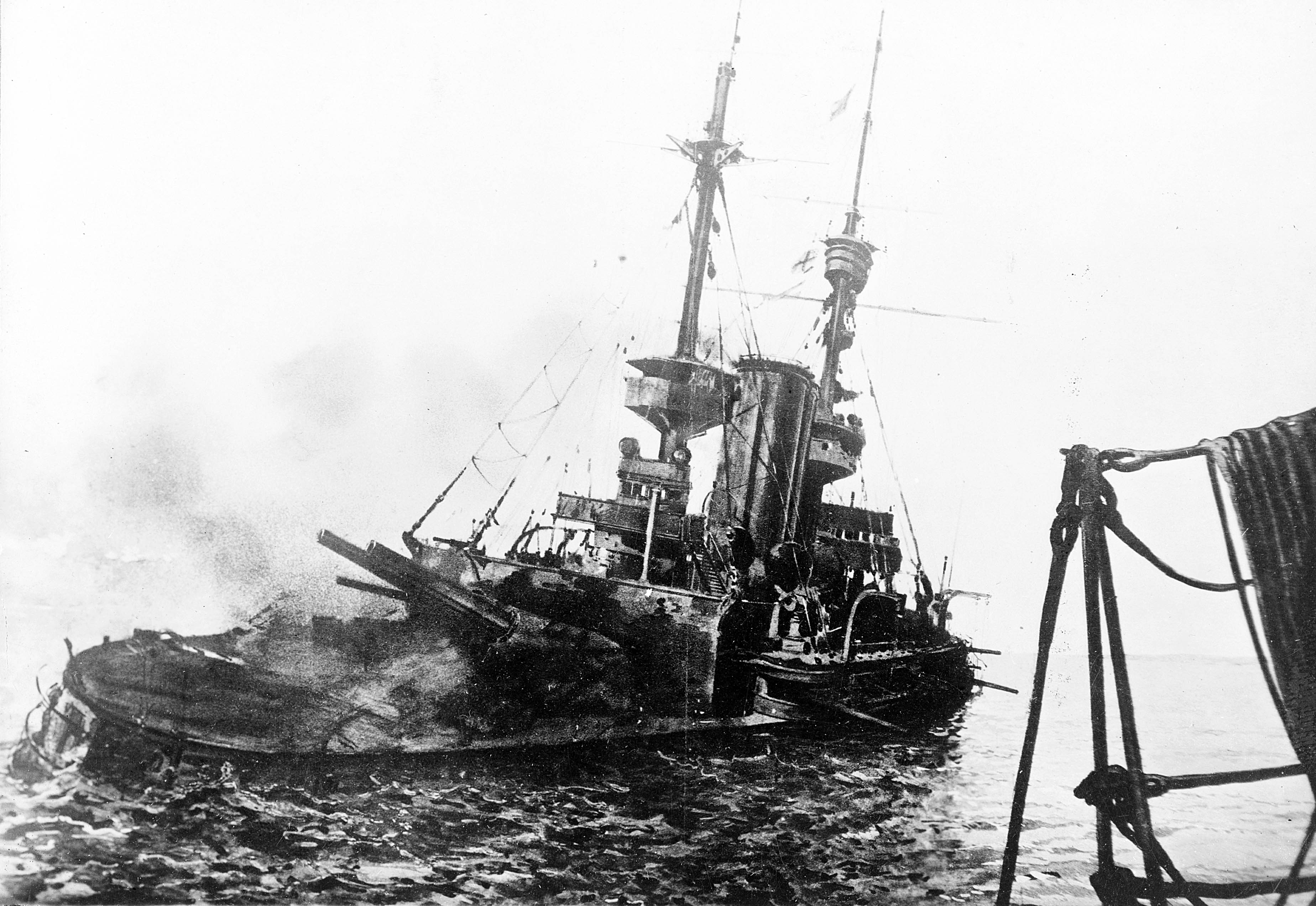
Die Irresistible sinkt

Gegen 16:15 begann der Maschinenraum sehr schnell vollzulaufen, so dass lediglich drei Mann fliehen konnten. Die Querschotte mittschiffs zerbarsten und Wasser drang in den Backbordmaschinenraum ein, wodurch sämtliche Maschinen ausfielen. Sie begann 6 Grad nach Steuerbord zu krängen und driftete langsam auf die feindlichen Stellungen zu, die sie mit ihren schweren Kanonen bestrichen. De Robeck wies die Ocean an, die Irresistible ins Schlepptau zu nehmen, aber das Wasser wurde als zu flach für eine Annäherung erachtet. Um 18:05 Uhr traf die Ocean auf eine Mine, die die Ruderanlage blockierte und das Schiff abtreiben ließ. Die verlassenen Schlachtschiffe schwammen noch, als sich die Briten zurückzogen, aber als ein Zerstörer unter dem Kommando von  Roger Keyes zurückkehrte, um die Schiffe abzuschleppen oder zu versenken, konnten sie trotz einer vierstündigen Suche nicht gefunden werden.

## Technische Beschreibung
Das Schiff hatte eine Gesamtlänge von 131,60 m, eine Breite von 22,90 m und einen Tiefgang von 7,90 m. Die Verdrängung lag zwischen 14.700 t und 16.100 t.

### Antrieb
Die Irresistible war mit zwei Drei-Zylinder-Verbunddampfmaschinen ausgestattet, die jeweils eine Welle antrieben und insgesamt 15.000 Shp (11.032 kW) entwickelten, mit der sie eine Höchstgeschwindigkeit von 18 Knoten (33 km/h) erreichte. Der Dampf wurde von 20 Belleville-Kesseln mit einem Arbeitsdruck von 20,6 bar geliefert. Das Schiff konnte maximal 2.032 t Kohle mitführen, was ihm bei 10 Knoten (19 km/h) eine Reichweite von 5500 Seemeilen (10.190 km) ermöglichte. Die Besatzung des Schiffes bestand aus 780 Mann plus Offiziere.

### Bewaffnung
Die Hauptbewaffnung bestand aus vier 305-mm-Geschützen, die in Doppelgeschütztürmen vor und hinter den Aufbauten angeordnet wurden. Die Geschütze waren auf Mk-BVII-Lafetten mit einem Seitenrichtbereich von −150 bis +150 Grad montiert. Die Kanonen selbst wogen 51 t und hatten bei einer maximalen Elevation von 30 Grad und einer Mündungsgeschwindigkeit von 796 m/s eine Reichweite von 24.230 m. Sie verschossen 386 kg schwere Granaten mit einer Kadenz von ca. zwei Schuss pro Minute. Die Sekundärbewaffnung bestand aus zwölf 152-mm-Geschützen in Kasematten, von denen sich vier in den Ecken und die restlichen acht neben den Aufbauten befanden, sechs auf jeder Breitseite. Die Geschütze hatten bei einer maximalen Elevation von +20 Grad und bei einer Mündungsgeschwindigkeit von 805 m/s eine Reichweite von 16.340 m. Sie verschossen 45 kg schwere Granaten mit einer Kadenz von fünf bis sieben Schuss pro Minute. Zur Abwehr gegen Torpedoboote waren zehn 12-Pfünder-Geschütze und sechs 3-Pfünder-Geschütze installiert. Außerdem war das Schiff mit vier im Rumpf verbauten 460-mm-Torpedorohren ausgestattet.

### Panzerung
Die Irresistible hatte einen 229 mm starken Gürtel aus Krupp-Zementstahl, der mit den 229 bis 305 mm dicken Querschotten an beiden Enden des Schiffes abschloss. Die Geschütztürme waren an den Seiten 203 mm bis 254 mm dick und das Dach 305 mm. Die Barbetten und die 152 mm-Geschütze in den Kasematten waren mit 152 mm geschützt. Der Kommandoturm hatte rundum eine Panzerung von 356 mm. Das Schiff verfügte über zwei gepanzerte Decks mit einer Dicke von 25 bzw. 76 mm.